# Herľany
Herľany (Hongaars: Ránkfüred) is een Slowaakse gemeente in de regio Košice, en maakt deel uit van het district Košice-okolie.
Herľany telt 285 inwoners.